# Hans Peter Willberg
Hans Peter Willberg (* 4. Oktober 1930 in Nürnberg; † 29. Mai 2003 in Eppstein) war ein deutscher Typograf, Illustrator, Buchgestalter, Hochschullehrer und Fachautor. Er gilt als einer der bedeutendsten deutschen Buchgestalter der Nachkriegszeit.

## Leben
Hans Peter Willberg studierte von 1952 bis 1957 sechs Semester an der Akademie der Bildenden Künste Nürnberg und anschließend an der Kunstakademie Stuttgart, wo er die Fächer Buchgestaltung und Typografie bei Walter Brudi und Illustration bei Karl Rössing belegte. Nach einiger Zeit als freischaffender Buchgestalter wurde er 1968 Geschäftsführer der 1966 gegründeten Stiftung Buchkunst in Frankfurt am Main. In den folgenden Jahren gab er mehrere Bücher heraus, so 1981 gemeinsam mit Monika Müller-Thomas Schriften erkennen. Eine Typologie der Satzschriften für Grafiker, Setzer, Buchhändler und Kunsterzieher und es folgte 1984 sein eigenes Werk Buchkunst im Wandel. Die Entwicklung der Buchgestaltung in der Bundesrepublik Deutschland.
Mit mehreren Kollegen seines Fachgebietes initiierte Willberg 1983 die Gründung einer Plattform für Typografie. Im darauffolgenden Jahr erfolgte die Gründung des Forum Typografie in Berlin, deren Vorsitzender er viele Jahre war. Er nahm damit wesentlichen Einfluss auf neue Entwicklungen im Bereich der Schriftgestaltung sowie Schriftentwicklung. Von 1975 bis zu seiner Emeritierung 1996 war er Professor für Typografie und Buchgestaltung am Studiengang Kommunikationsdesign der Fachhochschule Mainz. Als Hochschullehrer prägte er eine neue Generation von Buch- und Schriftgestaltern mit, „die nicht nach typografischen Dogmen gestalten, sondern für die Augen der Leser“. Für den in Zürich gegründeten Manesse Verlag schuf Willberg 1988 eine Verlegermarke und gestaltete – zusammen mit seiner Frau Brigitte, die ebenfalls Buchgestalterin war – die Buchreihen Manesse Bibliothek der Weltgeschichte und die Manesse Bücherei und entwarf die 100 Muster der Einbände bei der Bibliothek des 20. Jahrhunderts (herausgegeben von Walter Jens und Marcel Reich-Ranicki).
Die Stiftung Buchkunst initiierte 1989 die Vergabe des „Förderpreises für junge Buchkunst“. Kriterium für diesen jährlichen Wettbewerb sind besonders innovative und zukunftsweisende Konzepte zur Gestaltung und Weiterentwicklung des Mediums Buch durch junge Buchkünstler. Nach der Deutschen Einheit 1990 fanden intensive Kommunikationen und Verständigungen zwischen Hans Peter Willberg und dem in Leipzig tätigen Professor Albert Kapr (1918–1995) statt, die bis hin zum gemeinsamen Handeln an den beiden traditionsreichen deutschen Buchstandorten Frankfurt/Main und Leipzig führten. Im Jahre 1991 wurde die Stiftung für Buchkunst mit dem seit 1963 in Leipzig ausgetragenen internationalen Wettbewerb „Schönste Bücher aus aller Welt“ betraut, der ebenfalls jährlich stattfindet. Aus den eingegangenen Einsendungen werden in jedem Jahr die 14 schönsten Bücher ausgewählt und mit der „Goldenen Letter“ geehrt. Zur Auswahlkommission gehörte viele Jahre auch Willberg. Für seine hervorragenden Verdienste auf dem Gebiet der Buchkunst erhielt er am 6. Mai 1992 den Gutenberg-Preis der Stadt Leipzig. Zahlreiche Preise und Auszeichnungen folgten.
Weitere Veröffentlichungen aus seiner Feder waren gemeinsam mit Friedrich Forssman 1997 Lesetypographie und Erste Hilfe in Typografie. Ratgeber für den Umgang mit Schrift. (1999), sein eigenes Werk Typolemik. Streiflichter zur Typographical Correctness / Typophilie. Geliebte Bücher im Jahr 2000 und ein Jahr später Wegweiser Schrift. Damit nahm er fortlaufend darauf Einfluss, dass die in Jahrzehnten gesammelten Erfahrungen zur Neuausrichtung der Buch- und Schriftkunst unter den Bedingungen wesentlich verbesserter, aber auch industriell nutzbarer Werkzeuge nicht verloren gingen und einer wissenschaftlichen Bewertung unterzogen wurden.
Willberg gestaltete zahlreiche Bücher und schrieb Standardwerke. Mit seinen Arbeiten gehört er mit zu den bekanntesten Buchgestaltern aus der zweiten Hälfte des 20. Jahrhunderts. Er entwickelte die Willberg-Schriftklassifikation, die neben der DIN-Klassifikation zu den wichtigsten Kriterien gehört, um eine genaue Einordnung von Schriften zu ermöglichen.
Hans Peter Willberg starb nach schwerer Krankheit am 29. Mai 2003 in Eppstein. Sein Nachlass (sowie ein Teilbestand zum Werk seiner Frau) befindet sich im Deutschen Buch- und Schriftmuseum der Deutschen Nationalbibliothek in Leipzig.

## Werke
- Schriften erkennen. Eine Typologie der Satzschriften für Grafiker, Setzer, Buchhändler und Kunsterzieher, (gemeinsam mit Monika Müller-Thomas), Maier, Ravensburg 1981, ISBN 3-473-61581-1. Neuausgabe von Daniel Sauthoff, Gilmar Wendt und Willberg unter dem Titel: Schriften erkennen. Eine Typologie der Satzschriften für Studenten, Grafiker, Setzer, Kunsterzieher und alle PC-User. Schmidt, Mainz 1996, ISBN 3-87439-373-9, ISBN 3-87439-418-2.
- Buchkunst im Wandel. Die Entwicklung der Buchgestaltung in der Bundesrepublik Deutschland. Stiftung Buchkunst, Frankfurt 1984, ISBN 3-7657-1282-5.
- Stil und Illustration. Vortrag am 14. Februar 1985. Aus Rede und Diskussion, Typographische Gesellschaft München, München 1989.
- Das Buch ist ein sinnliches Ding. Den Büchermachern in die Schule geplaudert. Quodlibet! Eine Buchreihe von Clausen & Bosse (nicht im Buchhandel), Leck 1993.
- Ein Einband Band. Handbuch der Einbandgestaltung. 2. Auflage. Schmidt, Mainz 1994, ISBN 3-87439-312-7 (124 S.).
- mit Friedrich Forssman: Lesetypographie. Schmidt, Mainz 1997, ISBN 3-87439-375-5 (4. überarb. Auflage 2005 unter dem Titel Lesetypografie, ISBN 3-87439-652-5).
- mit Friedrich Forssman: Erste Hilfe in Typografie. Ratgeber für Gestaltung mit Schrift.  Schmidt, Mainz 1999, ISBN 3-87439-474-3 (7. Auflage 2013).
- Typolemik. Streiflichter zur Typographical Correctness / Typophilie. Geliebte Bücher. Schmidt, Mainz 2000, ISBN 3-87439-541-3.
- Wegweiser Schrift. Erste Hilfe für den Umgang mit Schriften, was passt, was wirkt, was stört. Schmidt, Mainz 2001, ISBN 3-87439-569-3 (4. Auflage 2011).
- 13 Typo-Sünden. Die richtigen Begriffe für falsche Typografie. Schmidt, Mainz 2003, Privatdruck, Auflage 1000 nummerierte Exemplare.